# Rhyssemus frankenbergeri
Rhyssemus frankenbergeri är en skalbaggsart som beskrevs av Vladimir Balthasar 1942. Rhyssemus frankenbergeri ingår i släktet Rhyssemus och familjen Aphodiidae. Inga underarter finns listade i Catalogue of Life.